# Pałac w Szreniawie

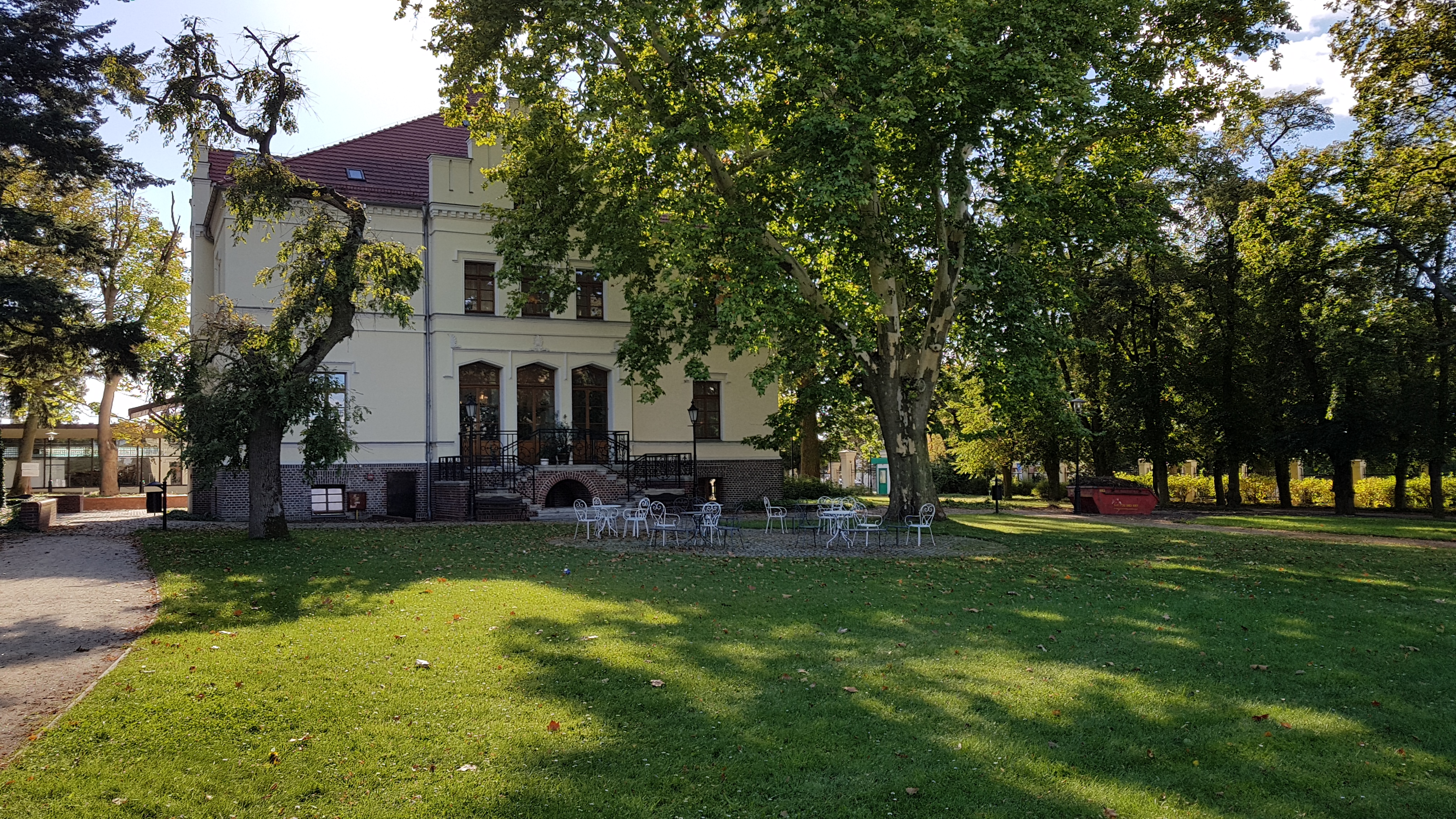
Elewacja parkowa pałacu (2018)

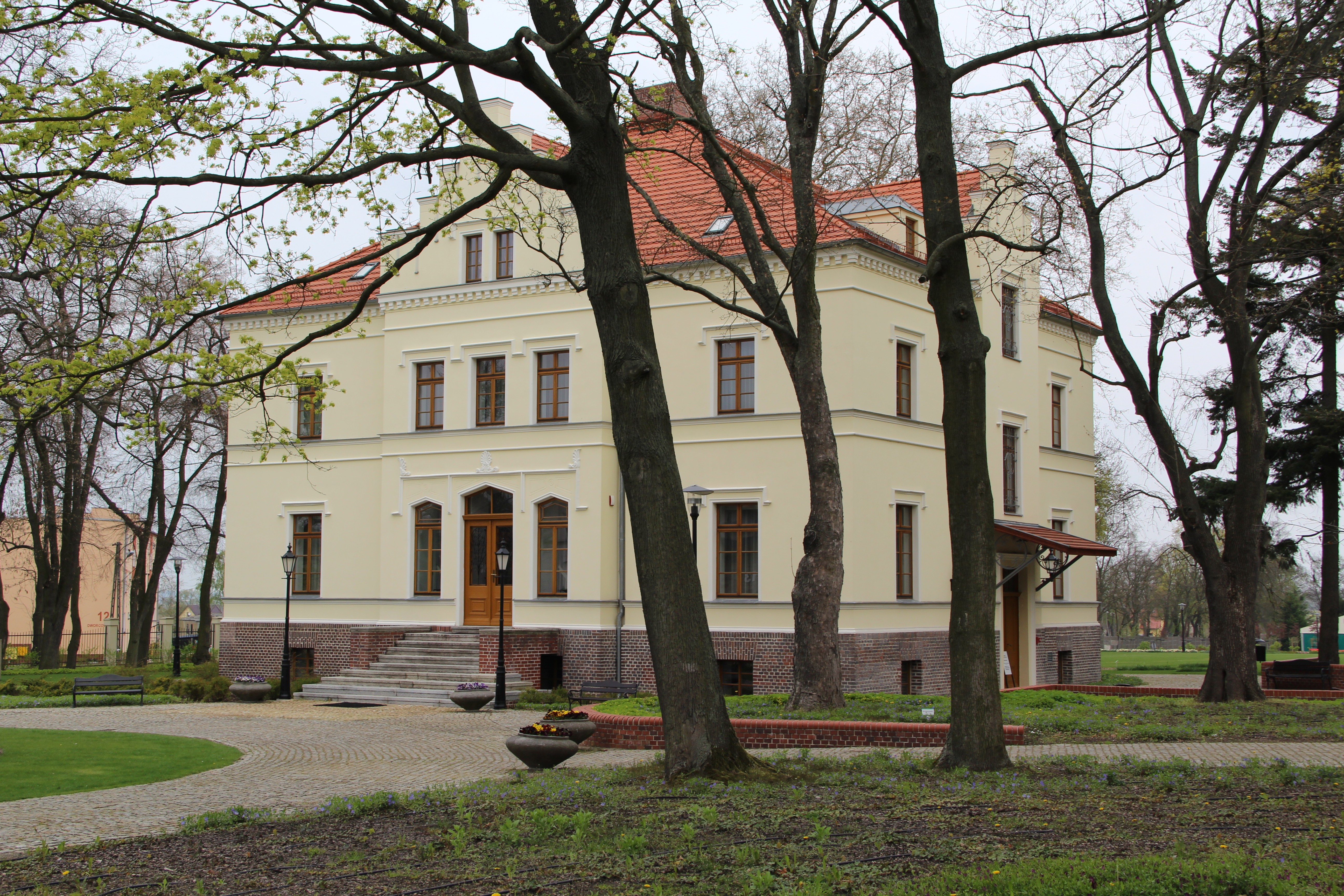
Wejście na klatkę schodową (2014)

Pałac w Szreniawie – zabytkowy pałac we wsi Szreniawa (województwo wielkopolskie), w powiecie poznańskim, w gminie Komorniki.

## Historia
Okazała willa nazywana potocznie pałacem, została wybudowana w latach 1852–1853 przez Herrmanna Bierbauma, właściciela majątku we wsi Radwanice (powiat polkowicki). Możliwe, że budowę zakończono wcześniej, w 1845, o czym świadczy odkryta w 1991 roku w czasie remontu elewacji frontowej data „1845” z wyrytym obok nazwiskiem „Klempner”. Pierwotnie rezydencja właścicieli majątku Szreniawa (początkowo Marienberg). Autorem projektu był architekt pochodzący z Berlina Carl Heinrich Eduard Knoblauch. 
Po 1945 roku w pałacu funkcjonowała Szkoła Podkuwaczy Koni. Następnie od 1948 mieściły się biura, stołówka i sala przeznaczona do szkoleń pracowników rolniczego zakładu produkcyjnego Państwowych Nieruchomości Ziemskich. Później pełnił funkcję jednostki Kombinatu Państwowych Gospodarstw Rolnych w Konarzewie. W 1963 roku rozpoczęto remont i obiekt dostosowano do potrzeb przyszłego Muzeum Rolnictwa. Po otwarciu muzeum, które nastąpiło 29 sierpnia 1964 roku w budynku pałacowym ulokowano siedzibę dyrekcji muzeum. W 1986 roku pałac przeszedł reorganizację układu pomieszczeń, kiedy to przystosowano je do funkcji wystawienniczych urządzając na pierwszym piętrze i parterze ekspozycje stałe. W początkach lat 90. XX wieku i ponownie w 2004 roku wykonano remonty elewacji i wnętrz budowli. Jednak ze względu na zły stan części dachowej niezbędny okazał się remont kapitalny, który miał miejsce w latach 2008–2010. Został wykonany w ramach projektu „Rewaloryzacja i modernizacja pałacu w Szreniawie”. 
Współcześnie pałac znajduje się na terenie Muzeum Narodowego Rolnictwa i Przemysłu Rolno-Spożywczego i jest miejscem ekspozycji wnętrz pałacowych z czasów dwudziestolecia międzywojennego. Jedno z pomieszczeń pełni rolę sali konferencyjnej, można też przenocować w pokojach na poddaszu.

## Opis
Pałac wybudowano (w stylu historyzującym) z cegły i otynkowano oprócz partii cokołowej. Przy reprezentacyjnym wejściu umieszczono po bokach dwa leżące jelenie wykonane z brązu (niezachowane). Po przeciwległej stronie pałacu, od strony parku, zaprojektowano mały taras. Na jednej z bocznych ścian ulokowano wejście na klatkę schodową.